# Raionul Vulcănești
Raionul Vulcănești (în găgăuză Valkaneș dolayı) este un raion din componența Unității Teritoriale Administrative Găgăuzia, Republica Moldova. Raionul este situat în partea de sud a Republicii Moldova și se mărginește la vest și nord cu raionul Cahul, iar în sud și est cu regiunea Odesa din Ucraina. Centrul raional este orașul Vulcănești cu o populație de 17.000 de locuitori.